# Konstantin Romanowitsch Megrelidse
Konstantin Romanowitsch „Kita“ Megrelidse, russisch Константин Романович Мегрелидзе (* 1900; † 1944) war ein sowjetischer Soziologe, Psychologe und Philosoph.

## Leben
Megrelidse absolvierte das Gymnasium in Poti und studierte in Tiflis Psychologie und Philosophie. Während eines Studienaufenthaltes hörte er Vorlesungen bei Edmund Husserl in Freiburg und Max Wertheimer in Berlin. Nach seiner Rückkehr in die Sowjetunion beschäftigte er sich intensiv mit Fragen der Denksoziologie,  -psychologie sowie der Sprachphilosophie.
Im Jahr 1939 wurde Megrelidse unter falschen Anschuldigungen verhaftet und in ein Urallager verbannt. Dort starb er im Jahr 1944 aufgrund der Haftbedingungen. Postum wurde er im Jahr 1958 rehabilitiert.

## Schriften
- Fundamental Problems of the Sociology of Thinking, Brill, Leiden 2023, ISBN 978-90-04-30008-8.